# Сальвадора персидская
Сальвадора персидская (лат. Salvadora persica) — кустарник рода Сальвадора (Salvadora) семейства Сальвадоровые (Salvadoraceae).

## Распространение и экология
Сальвадора персидская в диком виде произрастает в Северной Африке, Аравийском полуострове, Индии, Пакистане, Шри-Ланке и др.

## Биологическое описание
Сальвадора персидская представляет собой маленькое дерево или кустарник высотой до 5 м.
Ствол грубый, сучковатый.
Кора серовато-коричневого цвета с древесиной.
Древесина светлая голубовато-серая, состоит из перемежающихся слоев тонкостенных сосудов вторичной ксилемы и толстостенных волокнистых элементов.
Листья сероватые, продолговато-линейные, опушенные, округлые на конце, сужено-клиновидные в основании. Они обладают горчичным привкусом, поэтому иногда их кладут в салат, а в Индии их употребляют как овощи.
Цветки мелкие, желтоватые, до 0,4 см длиной, собраны в конечные или пазушные метелки. Чашечка короткая сростнолистная. Венчик сростнолепестный.
Плод односемянный, круглый, без эндосперма с утолщенными сердцевидными семядолями. Размеры плода до 0,5 см в диаметре.

## Химический состав
В коре сальвадоры персидской присутствует вещества, обладающие антисептическим действием. Их использование положительно действует на ткани дёсен, укрепляя их.

## Значение и применение

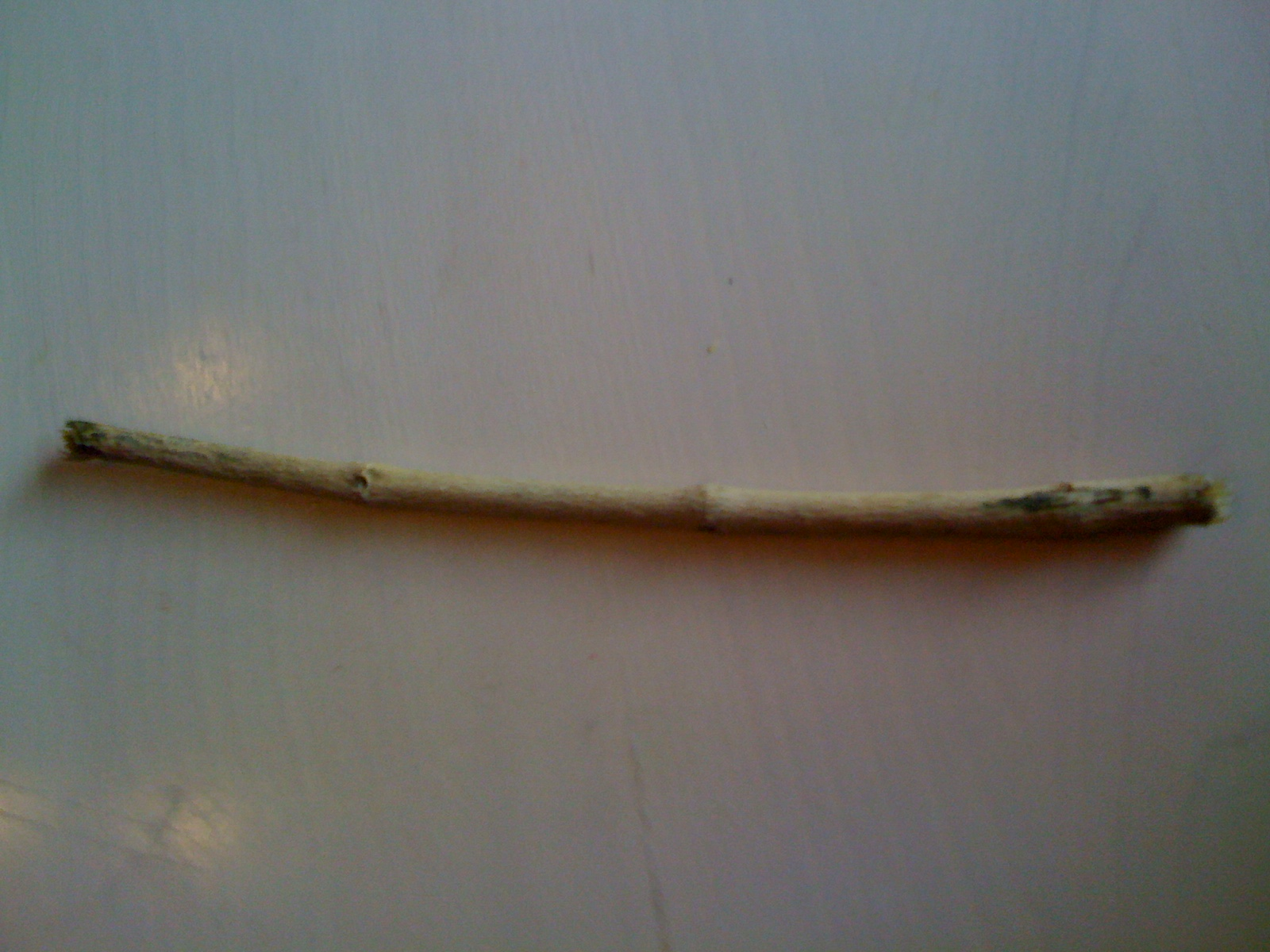
Мисвак

Сальвадора персидская является популярным средством для чистки зубов в арабских и исламских странах, где щетка для чистки зубов, сделанная из её веток или корней, называется мисваком, или сиваком (так же называют и само растение). Культура пользования мисваком зародилась ещё до появления ислама, но не потеряла популярность на востоке и сегодня.

## Сальвадора персидская в культуре
Имеется точка зрения, согласно которой горчичное зерно, упоминаемое в Евангелии (Мф. 13:31—32) (горушечное зерно в церковнославянском переводе), представляет собой семя сальвадоры персидской. Согласно иному объяснению, в «Притче о зерне горчичном» речь всё же идёт о семени чёрной горчицы.